# ACS Central Science
ACS Central Science (nach ISO 4-Standard in Literaturzitaten mit ACS Cent. Sci. abgekürzt) ist eine monatlich erscheinende Open-Access-Fachzeitschrift, die von der American Chemical Society herausgegeben wird. Die Erstausgabe erschien im März 2015. Die Zeitschrift veröffentlicht Artikel zu den überzeugendsten und wichtigsten Primärberichte zur Forschung in der Chemie und verwandten Gebieten, in denen chemische Ansätze eine Schlüsselrolle spielen. Es ist auch die erste vollständig frei zugängliche Zeitschrift, die von der American Chemical Society herausgegeben wird.
Aktuelle Chefredakteurin ist Carolyn Bertozzi von der Stanford University (Stanford, Vereinigte Staaten).